# Ernst Otto (Pädagoge)

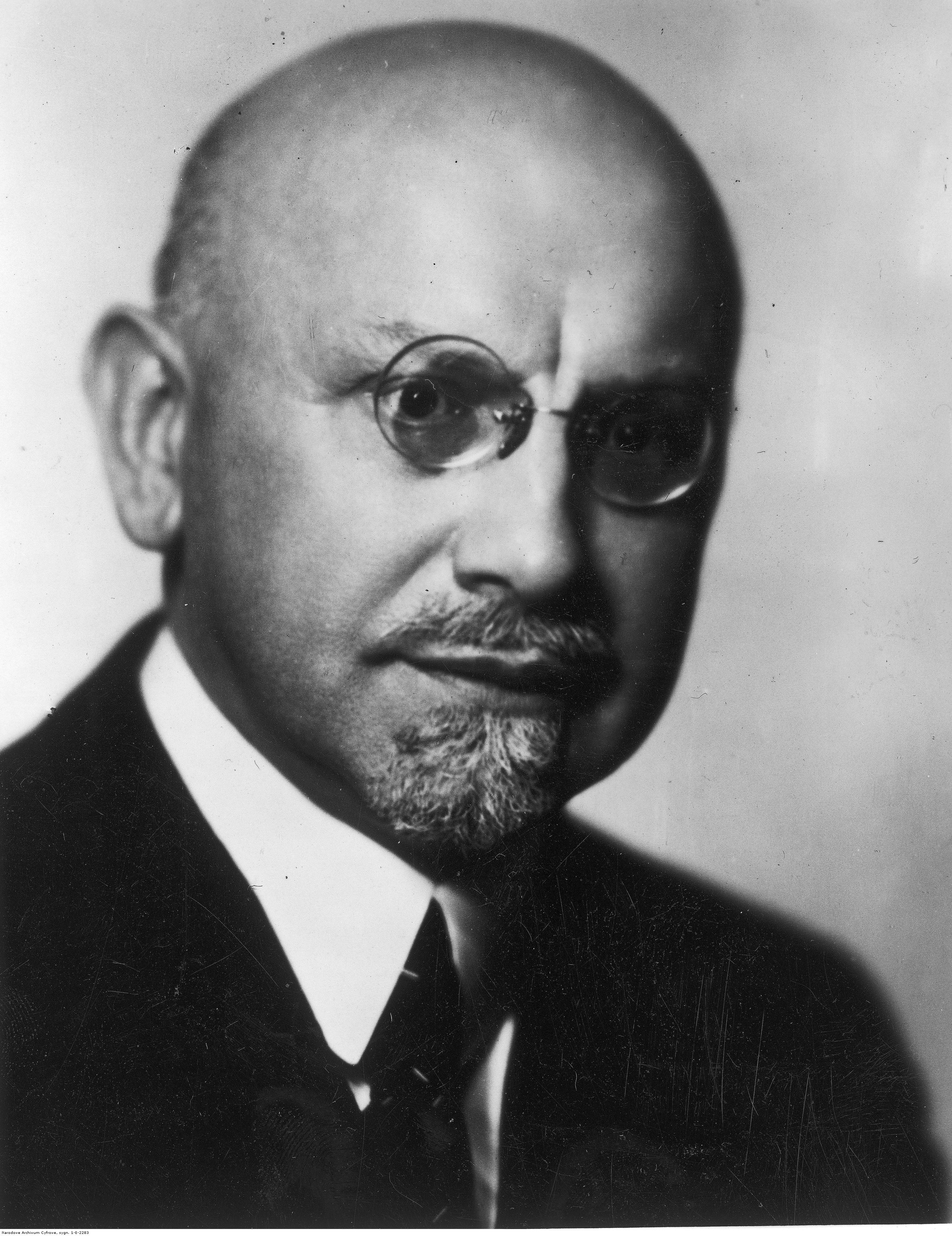
Ernst Otto (1938)

Ernst Otto (* 5. Februar 1877 in Brandenburg an der Havel; † 1. Juli 1959 in West-Berlin) war ein deutscher Pädagoge und Hochschullehrer.

## Leben
Otto studierte an der Friedrich-Wilhelms-Universität zu Berlin Neuere Sprachen, Germanistik, Pädagogik und Philosophie. 1901 wurde er in Berlin zum Dr. phil. promoviert. Weitere Studien folgten an der Universität Grenoble und der Universität von Paris, der Universität London, der University of Oxford und der University of Edinburgh. Danach war er zehn Jahre lang Lehrer am Herder-Gymnasium (Berlin). 1913 wurde er Gymnasialdirektor. Seit 1922 war er Oberstudiendirektor und Honorarprofessor in Marburg, zugleich mit einem Lehrauftrag für Pädagogik an der neuen Johann Wolfgang Goethe-Universität Frankfurt am Main. 1925 folgte er dem Ruf an die Deutsche Universität Prag auf den Lehrstuhl für Pädagogik, Philosophie und allgemeine Sprachwissenschaften. Dort wurde er 1938 zum Rektor gewählt, was er bis 1940 blieb. Als Mitbegründer und Förderer der deutschen Pestalozzi-Gesellschaft gründete er 1931 die erste deutsche Pädagogische Akademie in Prag. Ihre Leitung wurde ihm 1938 entzogen. Nach dem Zweiten Weltkrieg war er Honorarprofessor an der  Freien Universität Berlin.